# لانگهاگن
لانگهاگن (به آلمانی: Langhagen) یک منطقهٔ مسکونی در آلمان است که در لالندورف واقع شده‌است. لانگهاگن ۵۵۹ نفر جمعیت دارد.